# Francesco Segna
Francesco Segna (né le 31 août 1836 à Poggio Ginolfo, dans l'actuelle province de l'Aquila, dans les Abruzzes, alors dans les États pontificaux et mort le 4 janvier 1911 à Rome) est un cardinal italien de la fin du XIXe siècle et du début du XXe siècle.

## Biographie
Francesco Segna exerce diverses fonctions au sein de la Curie romaine, notamment auprès de la Sacrée congrégation pour la propagation de la foi, de la Congrégation spéciale pour les affaires ecclésiastiques extraordinaires, de la Rote romaine et de la Congrégation pour la doctrine de la foi.
Le pape Léon XIII le crée cardinal lors du consistoire du 18 mai 1894. 
Le cardinal Segna est archiviste du Saint-Siège à partir de 1896 et Préfet de la Congrégation de l'Index à partir de 1908. Il participe au conclave de 1903 lors duquel Pie X est élu pape.

### Sources
- Fiche du cardinal Francesco Segna sur le site fiu.edu